# Stability AI
Stability AI Ltd — британская компания, специализирующаяся на искусственном интеллекте, наиболее известная благодаря своей модели генерации изображений по текстовому описанию Stable Diffusion.

## История
Stability AI была основана в 2019 году Эмадом Мостаком (Emad Mostaque) и Кайрусом Ходесом (Cyrus Hodes).
В августе 2022 года компания Stability AI стала известной благодаря выпуску модели Stable Diffusion, которая преобразует текст в изображения, и предоставила доступ к её исходному коду.
23 марта 2024 года Эмад Мостаке покинул пост генерального директора. Совет директоров назначил исполнительного директора (COO) Шан Шан Вонг (Shan Shan Wong) и технического директора (CTO) Кристиана Лафорт (Christian Laforte) в качестве временных со-генеральных директоров (co-CEOs) Stability AI.
25 июня 2024 года Прем Аккараджу (Prem Akkaraju), бывший генеральный директор компании по визуальным эффектам Weta Digital, был назначен на должность генерального директора Stability AI.

## Финансирование и инвесторы
Stability AI привлекла $101 миллион в инвестиционном раунде, возглавляемом Coatue и Lightspeed Venture Partners, с участием O'Shaughnessy Ventures LLC.
25 июня 2024 года, наряду с объявлением о назначении Према Аккараджу (Prem Akkaraju) новым генеральным директором, компания Stability AI также объявила о закрытии первого раунда инвестиций от ведущих инвестиционных групп, таких как Greycroft, Coatue Management, Sound Ventures, Lightspeed Venture Partners и O’Shaughnessy Ventures. Шон Паркер, предприниматель и бывший президент Facebook, присоединился к совету директоров Stability AI в качестве исполнительного председателя.
24 сентября 2024 года Джеймс Кэмерон, известный режиссёр и пионер визуальных эффектов, вошёл в состав совета директоров компании Stability AI, разрабатывающей модель генеративного искусственного интеллекта Stable Diffusion.

## Продукты и приложения
Stability AI внесла значительный вклад в область генеративного ИИ, особенно благодаря модели Stable Diffusion. Эта модель позволяет создавать изображения на основе текстовых описаний. 
Помимо Stable Diffusion, Stability AI также разрабатывает модели для видео, аудио, 3D и текста.

## Скандалы и судебные иски
В июле 2023 года сооснователь (co-founder) Stability AI Кайрус Ходес (Cyrus Hodes) подал иск против генерального директора (CEO) Эмада Мостаке (Emad Mostaque) и компании, обвиняя их в мошенничестве, введении в заблуждение и нарушении фидуциарных обязанностей. Ходес утверждал, что Мостаке обманом заставил его продать свою 15% долю в компании за 100 долларов в двух сделках в октябре 2021 года и мае 2022 года, основываясь на ложных утверждениях о том, что Stability AI практически ничего не стоит. Спустя всего три месяца после последней сделки Stability AI привлекла 101 миллион долларов инвестиций при оценке в 1 миллиард долларов. В иске утверждается, что при текущих оценках доля Ходеса стоила бы более 150 миллионов долларов. Ходес также обвинил Мостаке в присвоении средств компании для оплаты личных расходов, включая аренду роскошной квартиры в Лондоне, дорогие покупки и кольцо с бриллиантом стоимостью 90 000 долларов, купленное женой Мостака за счет компании.
Отдельно от этого, компания Stability AI столкнулась с юридическими проблемами со стороны Getty Images, которая обвинила компанию в неправомерном использовании более 12 миллионов фотографий из своей коллекции для обучения своей системы генерации изображений на базе искусственного интеллекта, Stable Diffusion. Этот иск, поданный в федеральный суд Делавэра, является частью более широких опасений по поводу использования материалов, защищенных авторским правом, в наборах данных для обучения ИИ. Getty Images утверждает, что Stability AI скопировала эти изображения без надлежащего лицензирования, чтобы повысить способность Stable Diffusion генерировать точные изображения по подсказкам пользователей.